# Hraniční přechod Velká nad Veličkou – Vrbovce
Hraniční přechod Velká nad Veličkou – Vrbovce (slovensky Hraničný priechod Vrbovce – Velká nad Veličkou) je bývalý silniční hraniční přechod na česko-slovenské státní hranici na hraničním úseku VII/34/23, VII/34/24 - VII/35 mezi českou obcí Velká nad Veličkou (okres Hodonín, Jihomoravský kraj) a slovenskou obcí Vrbovce (okres Myjava, Trenčínský kraj). Přechod leží v nadmořské výšce 360 m n. m. na silnici I/71; za hranicí pokračuje jako silnice II/499, resp. II/500. Před zrušením byl určen pro pěší, cyklisty, motocykly, osobní automobily, autobusy a nákladní automobily.
Hraniční přechod byl zrušen při vstupu České republiky do Schengenského prostoru v roce 2007. V případě dočasného znovuzavedení ochrany vnitřních hranic je provoz na hraničním přechodu upraven Sdělením Ministerstva vnitra č. 395/2021 Sb.